# Nordischer Klang
Nordischer Klang (svenska: nordisk klang) är en festival med konserter, utställningar och författarkvällar. Festivalen startade 1992 och äger rum varje år i maj månad i Greifswald och omfattar tio dagar. Den erbjuder en plattform i Tyskland för konstnärer m.m. inom olika kulturella områden från Sverige, Norge, Danmark, Finland och Island.
Den tjugosjätte Nordischer Klang pågick från 4 till 14 maj 2017. 

## Samarbetspartner
- Dansk Jazzforbund
- Kultur och Fritid, Lund, Sverige
- Svenska institutet, Stockholm
- svenska ambassaden
- norska ambassaden
- danska ambassaden
- finska ambassaden
- Mecklenburg-Vorpommern (län)
- Nordiska rådet
- Alfried Krupp von Bohlen und Halbach-Stiftung (kulturstiftelse)